# The Pinnacle
Pour les articles homonymes, voir The Pinnacle (homonymie).
The Pinnacle est un gratte-ciel de bureaux construit à Nashville dans le Tennessee de 2007 à 2010.
L'immeuble a été conçu par les agences Everton Oglesby Architects et Pickard Chilton Architects, Inc.
Il a coûté 105 millions de $ et a été conçu en respectant l'environnement. Il a reçu la certification LEED Silver, équivalent américain de la norme français HQE, haute qualité environnementale.

### Traduction
- (en) Cet article est partiellement ou en totalité issu de l’article de Wikipédia en anglais intitulé « The Pinnacle at Symphony Place » (voir la liste des auteurs).